# دهستان گاریزات
دهستان گاریزات ، از توابع بخش گاریزات شهرستان تفت در استان یزد ایران.

## جمعیت
براساس سرشماری سال ۱۳۸۵ جمعیت آن ۵٬۵۵۸ نفر (۱٬۵۳۸ خانوار) بوده‌ است.